# 羅鷹石
羅鷹石（Lo Ying Shek，1913年—2006年9月1日），香港地產商鷹君集團的創辦人，廣東普寧泗竹埔村人。
他育有6子3女，包括羅嘉瑞(前香港創業板上市委員會主席)、羅旭瑞(百利保控股主席)、羅康瑞，三者都分別成為了香港地產界的重量級人物。
羅鷹石在7歲時因生計跟父親到泰國生活，做雜貨布疋買賣。1938年他和太太帶一萬元回香港，初時在南北行做洋雜生意，但連廣東話都不懂。到1956年，見內地難民大量湧入，於是改做地產。1963年成立鷹君，很快就壯大成一線地產商。
羅鷹石平日最喜爱登山、讀書、寫書法；逸東軒就掛有其墨寶。雖然家財億萬，但羅鷹石出入並無保鑣跟身，他衣着樸素、飲食簡單，在街上與平常老人家無異。聽鷹君人講，他對公司上下相當客氣，從無發脾氣或呼喝下屬。
羅鷹石家教甚嚴，但深得子女敬重；雖然羅旭瑞於1984年敵意收購鷹君旗下富豪酒店及百利保，令人以為他們兩父子不和。但鷹君助理董事李澄明強調一切事過境遷，一家人經常一起吃饭，已絕無芥蒂。

## 參看
- 羅鷹石家族
- 鷹君集團
- 世紀城市國際
- 瑞安建業
- 新福港

## 外部連結
- 文匯報《羅鷹石舉殯，官紳名流致祭》
- 潮州富豪羅鷹石家族[永久] 蘋果日報李八方